# Yakovlev Yak-60

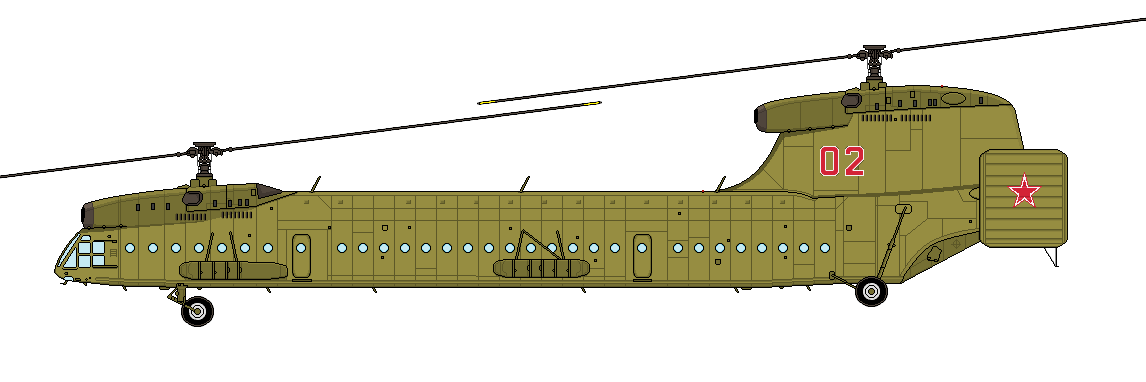
Yak-60

Yakovlev Yak-60 có thể là một định danh dành cho một loại trực thăng hạng nặng thử nghiệm, do viện thiết kế Yakovlev nghiên cứu chế tạo trong cuối thập niên 1960. Nhưng thiết kế này không được phát triển tiếp lên giai đoạn mô hình.

## Tính năng kỹ chiến thuật (Yak-60)
Đặc điểm tổng quát
- Kíp lái: 3
- Sức chứa: 42 tấn (92.593 lb) hàng hóa
- Chiều dài: 46 m (150 ft 0 in)
- Sải cánh: 2x 35 m (115 ft 0 in)
- Chiều cao: m (ft)
- Trọng lượng rỗng: 55.000 kg (120.000 lb)
- Trọng lượng cất cánh tối đa: 100.000 kg (220.000 lb)
- Động cơ: 2 × 4 X D-25VF, 26.000shp ()  mỗi chiếc

 Hiệu suất bay 